# فرودگاه لانگ سریدان
فرودگاه لانگ سریدان (به انگلیسی: Long Seridan Airport) (به زبان بومی: Lapangan Terbang Long Seridan) یک فرودگاه همگانی با کد یاتا ODN است که یک باند فرود آسفالت دارد و طول باند آن ۵۴۸ متر است. این فرودگاه در کشور مالزی قرار دارد و در ارتفاع ۱۸۵ متری از سطح دریا واقع شده است.

## شرکت‌های هواپیمایی و مقصدهای پروازی
| شرکت‌های هواپیمایی                 | مقصدهای پروازی |
| --------------------------------- | -------------- |
| مالزی ایرلاینز اجرا توسط MASwings | مارودی، میری   |